# Vanessa Fisk
Vanessa Fisk (de soltera, Vanessa Mariana) es un personaje que aparece en los cómics estadounidenses publicados por Marvel Comics. Ella es la esposa de Wilson Fisk alias Kingpin, madre de Richard Fisk y madre adoptiva de  Echo, generalmente aparece como un personaje secundario en las historias protagonizadas por Spider-Man y Daredevil. Su primera aparición fue en The Amazing Spider-Man #70 (1969).
Ha aparecido en varias adaptaciones a otros medios; en la película animada de 2018, Spider-Man: Un nuevo universo, es interpretada en voz por Lake Bell. En el Universo cinematográfico de Marvel, aparece en la serie de televisión de Netflix, Daredevil (2015 - 2018), en la que es retratada por Ayelet Zurer; Zurer regresa a interpretar al personaje en la serie de Marvel Studios para Disney+ Daredevil: Born Again (2025) en la que originalmente sería interpretada por Sandrine Holt.

## Historial de publicaciones
Creado por el escritor Stan Lee y el artista John Romita, Sr., apareció por primera vez en The Amazing Spider-Man #70 (marzo de 1969).

## Biografía del personaje ficticio
Poco se sabe sobre la vida personal y los primeros años de Vanessa Fisk, aparte de su nombre de soltera "Mariana". Como esposa de Wilson Fisk, el "Kingpin" del hampa criminal de Nueva York, Vanessa no aprobó las actividades delictivas de su marido. En un momento dado, su hijo Richard Fisk se involucró en un complot para derrocar al sindicato criminal de su padre después de descubrir que él era el Kingpin.
Después de que Kingpin tuvo una experiencia cercana a la muerte, Vanessa le dio un ultimátum; tenía veinticuatro horas para salir del crimen o ella lo abandonaría. Kingpin estaba a punto de matar a Spider-Man cuando se cumplió el plazo, y Vanessa lo obligó a elegir entre la vida de Spider-Man o su vida en común: eligió a su esposa y salvó a Spider-Man como resultado.
Ambos se jubilaron en Japón. Kingpin se preparó para liquidar su negocio restante con sus compañeros mafiosos al cooperar con las autoridades y abandonar el mundo del crimen para siempre. Esto enfureció a uno de los asesores más cercanos de Kingpin, Lynch, que creía que Vanessa era la responsable de haber convertido al otrora poderoso Kingpin en un marido arrodillado. Cuando los antiguos tenientes de Fisk en Nueva York descubrieron sus planes para venderlos a cambio de inmunidad, secuestraron a Vanessa, que estaba en la ciudad para asegurar los servicios legales de Matt Murdock y Foggy Nelson.
Fisk comenzó una guerra de bandas contra la mafia en Nueva York para rescatar a su esposa. Los jefes de la mafia intentaron rescatar a Vanessa a cambio de las pruebas contra ellos que Fisk había tenido la intención de entregar a las autoridades pero, durante el intercambio, Kingpin usó un dispositivo sónico para detener a los criminales y la encontró atada y amordazada en un edificio. Sin embargo, Lynch disparó un explosivo a Vanessa, en un intento de privar a Fisk de lo que lo mantuvo retirado y traerlo de regreso como el Kingpin del Crimen. Vanessa quedó enterrada entre los escombros y presuntamente muerta, aunque en realidad no murió. Según lo planeado, esto llevó a Kingpin de vuelta al mundo del crimen, aunque descubrió que Lynch estaba detrás de la explosión y se vengó asesinando a su asesor traidor. Luego forzó a los líderes restantes de la mafia a confesar que contrataron al asesino Bullseye para matar a varios de los hombres de Fisk.
Semanas más tarde, el alter ego de Matt Murdock, Daredevil, encontró a Vanessa en las alcantarillas. Ser enterrada viva había dejado a Vanessa amnésica y mentalmente inestable, y terminó siendo acogida por un mutante grotesco que vivía en las alcantarillas. Daredevil la utilizó como palanca para obligar a Kingpin a ordenar a su títere Randolph Cherryh, recién elegido para el cargo de alcalde, que renunciara y para admitir ante los medios que era, de hecho, un títere de la mafia. Después de reunirse con ella, Kingpin envió a su ahora catatónica esposa a un sanatorio en Europa para que recuperara la cordura. Esto la llevaría años, durante los cuáles el imperio del crimen organizado de Vanessa caería y se reconstruiría.
En última instancia, Vanessa se recuperaría, y epermanecería en Europa. Pero cuando su esposo fue víctima de un intento de asesinato orquestado por su hijo, Vanessa hizo arreglos para que su esposo fuera enviado fuera del país para recuperarse de sus heridas, y llegó a un acuerdo con sus colegas jefes de la mafia para dividir el recientemente reconstruido sindicato del crimen de Fisk a cambio de una tregua. Luego, Vanessa dio el paso final y brutal de asesinar personalmente a su propio hijo, quien admitió ante Vanessa que su motivación era librar a la familia de su padre, a quien culpaba de los problemas de la familia.
El acto de asesinar a su propio hijo tuvo tremendas consecuencias físicas en Vanessa, causando que lentamente perdiera la voluntad de vivir, lo que junto con las heridas que sufrió cuando fue enterrada viva, culminó en que su cuerpo sufriera un fallo orgánico. Culpando a su esposo y Matt Murdock, recientemente desenmascarado como Daredevil, por el interminable ciclo de violencia que había consumido a su familia, Vanessa fingió la muerte de Foggy Nelson en un intento de provocar a Murdock a matar a Fisk mientras ambos estaban en prisión. Cuando eso falló, manipuló al superhéroe Iron Fist haciéndolo pasar por Daredevil, lo que finalmente llevó a Matt a escapar de la prisión para encontrar al asesino de Foggy y descubrir la identidad del hombre que se hace pasar por él. Al final, Vanessa confrontó a Matt con una oferta para limpiar su nombre a cambio de liberar a Kingpin, para que los dos sean libre de intentar matarse el uno al otro de nuevo.
Aunque Daredevil rechazó este trato, Vanessa se adelantó y arregló el asesinato de Leland Drummond, el corrupto director del FBI que sacó a Matt para avanzar en su propia carrera dentro del FBI. Para desacreditar su salida de Daredevil, el asesinato se hizo parecer un suicidio y se plantó una nota de suicidio falsa y altamente condenatoria en la escena, alegando que Drummond se quitó la vida después de que se hizo evidente que su plan para enmarcar a Matt Murdock era sobre estar expuesto. Poco después, Vanessa murió y Murdock se sintió moralmente culpable de servir como el abogado del Kingpin, obteniendo los cargos caídos sobre la base de que la evidencia estaba demasiado contaminada para llevarlo a la corte. Pero Daredevil exigiría su propia forma de negociación fáustica con Kingpin, ya que forzó al jefe del crimen a renunciar a su ciudadanía estadounidense y abandonar el país para siempre a cambio de los servicios legales de su némesis, afirmando que cualquier intento de continuar su venganza sería un insulto al recuerdo de la buena mujer que Vanessa había sido una vez.
Wilson Fisk es visto más tarde en su tumba donde se descompone emocionalmente. Desde entonces, ella ha estado hablando con Wilson como una visión fantasmal que se burla de él de que nunca recuperará su antigua gloria, una indicación de que su muerte aún le afecta en gran medida.
Los árbitros traer de vuelta a Vanessa como un revenant como parte de una prueba destinada a medir el valor del Kingpin como la cabeza de La Mano. Reacio a combatir a su esposa, Fisk trata de atraer a cualquier humanidad que aún le quede, y la mata cuando aún arroja sus armas hacia él, sin darse cuenta de que en realidad estaba apuntando al asesino que se le acercaba desde atrás.
El Chacal "reanima" a Vanessa en un intento de forzar al Kingpin a aliarse con él en Dead No More: The Clone Conspiracy. Kingpin responde rompiendo el cuello de Vanessa mientras declara: "Esa no era mi esposa. Eso era una abominación".
Después de que el alcalde Fisk comienza a planear que Peter Parker sea asesinado, ya que él es el compañero de cuarto de Fred Myers, quien lo está chantajeando, una entidad misteriosa no muerta aparece en su gabinete. Mata a los asociados de Fisk usando habilidades sobrenaturales y lo obliga a retirarse de Parker, después de revelar que está en posesión del alma de Vanessa.
El alcalde Fisk planeó revivir a Vanessa obteniendo la Tableta de la vida y el destino y su contraparte hermana, la Tableta de la Muerte y la Entropía. Al tener en sus manos ambas tabletas, Fisk usa sus habilidades para revivir a Richard Fisk cuando Kingpin se dio cuenta de que Vanessa no estaría contenta con su resurrección. Hizo esto como un acto de redención para Vanessa e incluso para sí mismo.

## Otras versiones
En el libro crossover Marvel / DC Batman & Spider-Man: New Age Dawning # 1, Vanessa está infectada con cáncer terminal por Ra's al Ghul, quien le ofrece la cura para el Kingpin a cambio de su ayuda en un plan que destruirá. York. Descontentado por Ra's, el Kingpin forma una alianza con Spider-Man y Batman y logra derrotar a Ra's, solo para que el ecoterrorista derrotado le niegue la cura para el cáncer de su esposa. Vanessa se cura cerca del final de la historia con un antídoto proporcionado por la hija de Ra's al Ghul, Talia al Ghul, quien reconoce a Vanessa como un alma gemela, ya que ambos amaban a un hombre que la sociedad consideraría como un monstruo.
En el universo alternativo de Marvel Zombies 3, se revela que ella no fue infectada ni comió cuando los zombis tomaron el control del mundo. pero su marido zombi la ha mantenido secretamente con vida, que es capaz de controlar su hambre de carne humana cuando está cerca, pero cuando Machine Man destruye la fábrica de clones de Kingpin y Yocasta, él consume a Vanessa.
Vanessa Fisk aparece como un importante personaje de fondo en Ultimate Spider-Man. Kingpin busca la Tableta del Tiempo, ya que supuestamente tiene poderes que Kingpin espera que despierten a Vanessa de un coma. pero es robado por la Gata Negra. Más tarde, después de que Kingpin prende fuego al bufete de abogados de Daredevil, Daredevil irrumpe en la casa de Fisk y amenaza con asesinar a la en estado de coma de Vanessa, pero es detenido por Spider-Man. Fisk ordena que Vanessa sea sacada del país antes de ser arrestado por el intento de asesinato de Caballero Luna.
En la serie Punisher Max, ambientada en el universo MAX de Marvel, Vanessa está casada con Kingpin, pero su matrimonio se derrumba cuando la toma de control de Wilson Fisk causa la muerte de su hijo Richard, de ocho años. Vanessa culpa a Wilson por no haber evitado la muerte de Richard, y después de que intenta sin éxito matarlo por esto, la desaloja de su hogar. Más tarde, para protegerse del Punisher, Kingpin contrata a Elektra como un guardaespaldas. Se revela que Elektra en realidad fue contratada por Vanessa, que está tramando la caída de Kingpin, y que las dos mujeres son amantes. Después de que Kingpin sea asesinado por el Punisher en el número 21, Vanessa tiene su cuerpo incinerado y arroja sus cenizas al inodoro. Parece lista para hacerse cargo del antiguo imperio de su marido, ya que su chofer la llama "Madame Kingpin". Pero en el número 22, Nick Fury la embosca y la mata.

## En otros medios

### Televisión
- Vanessa Fisk apareció en Spider-Man: The Animated Series, con la voz de Caroline Goodall. En los episodios "Tablet of Time" y "Ravages of Time", es uno de los pocos personajes que saben que Wilson Fisk es el Kingpin. Finalmente, Vanessa decide divorciarse de Wilson y se va para siempre, incapaz de lidiar con ser la esposa de un criminal.
- Vanessa Mariana es una serie regular en las temporadas 1 y 3 de Daredevil, retratada por Ayelet Zurer.[18]
  - En la temporada 1, ella es la propietaria de la galería de arte Scene Contempo en Manhattan. Fisk conoce a Vanessa por primera vez mientras contempla una obra de arte y se enamora instantáneamente de ella, y luego la invita a salir.[19] Su primera cita transcurre sin problemas, pero se interrumpe cuando Anatoly Ranskahov interviene para informar a Fisk que acepta una oferta de apoyo que James Wesley le había ofrecido. La cena deja a Vanessa algo perturbada, mientras que Fisk está indignado hasta el punto que lleva a Anatoly a un terreno baldío, lo golpea inconsciente y lo decapita con la puerta de un automóvil.[20] Para su segunda cita, Fisk toma la precaución adicional de comprar el restaurante para evitar interrupciones y Vanessa revela que lleva un arma en su bolso, consciente de la vida que conduce Fisk.[21] Más tarde, después de que Madame Gao amenaza a Fisk en su departamento, Wesley toma la iniciativa y trae a Vanessa para calmar a Fisk. Con la influencia de Vanessa, Fisk decide salir a bolsa y pintarse a sí mismo como un salvador de Hell's Kitchen.[22] Esto provoca la ira de Madame Gao y Leland Owlsley, quienes intentan matar a Vanessa agregando el champán en una gala benéfica que Fisk está organizando. Fisk logra llevar a Vanessa al hospital a tiempo, y ella se recupera.[23] Más tarde, Fisk es arrestado después de que el bufete de abogados Nelson & Murdock contrate a Carl Hoffman, un detective de policía corrupto que Fisk había chantajeado para que matara a su compañero para entregarle las pruebas del estado. Mientras lo arrestan, le propone a Vanessa, y acepta. Cuando Fisk es recapturado, Vanessa es sacada del país por uno de los hombres de Fisk.[24]
  - En la temporada 2, se revela que Fisk usó la mayoría de sus activos financieros restantes para establecer un fondo de protección para Vanessa, lo que le permite esconderse de manera segura en el extranjero mientras Fisk está a la espera del juicio.[25] Sospechando que Fisk está detrás de la fuga de Frank Castle, Matt Murdock provoca que Fisk esté en la cárcel para atacar, amenazando con hacer una llamada al Departamento de Estado para que revocen la visa de Vanessa en Estados Unidos.[26]
  - Al comienzo de la temporada 3, Vanessa está siendo acusada como accesorio de los crímenes de Fisk. Al no querer separarse de ella, Fisk acepta ser un informante para el agente del FBI, Rahul "Ray" Nadeem a cambio de la protección continua de Vanessa. Una vez reunida, Vanessa se muda al penthouse de Fisk y se involucra con el estilo de vida criminal de Fisk y ordena que Felix Manning lleve a cabo el asesinato del Agente Nadeem. Ella y Fisk se casan, pero su día especial se interrumpe cuando Benjamin Poindexter ataca la recepción y Daredevil interviene. Después de la pelea, Daredevil obliga a Fisk a regresar a la cárcel bajo la amenaza del encarcelamiento de Vanessa debido a su papel en la muerte del Agente Nadeem. Vanessa es vista por última vez siendo llevada por la policía como Brett Mahoney se niega a que Fisk se despida de ella.[27]
- Vanessa Fisk aparece en la serie de Marvel Studios para Disney+ Daredevil: Born Again, interpretada nuevamente por Zurer. Su papel fue originalmente reestructurado con Sandrine Holt asumiendo el papel debido a conflictos de programación, pero Zurer finalmente regresó luego de la revisión creativa de la serie cerca de fines de 2023.[28][29]
  - En la temporada 1, Vanessa dirigió el imperio de su esposo y fue informada sobre la identidad de Matt Murdock como Daredevil. Ella mantuvo a los criminales, incluidos grupos del crimen organizado como las Cinco Familias y tuvo una aventura con un hombre llamado Adam, un artista cuyo talento admiraba profundamente. Tras su regreso de Fisk, quién se postuló como alcalde de Nueva York y se enteró de su aventura, ellos asistieron a una terapia de pareja cada día con la terapeuta Heather Glenn. Vanessa descubre a Adam siendo encarcelado por Fisk, hasta que decidió asesinarlo con un arma. En el baile Black & White Ball de Fisk, Murdock descubrió que Vanessa fue quién mando a Poindexter para asesinar a Nelson, hasta huir con su esposo ante la fuga de Poindexter. Luego de que Fisk declara la ley marcial y proscribe el vigilantismo, encarcelando a los vigilantes, y a otros disidentes en Red Hook, ella y Fisk celebran su victoria.

### Película
Vanessa Fisk aparece en Spider-Man: Un nuevo universo, con la voz de Lake Bell. Se reveló en un flashback que ella y Richard Fisk murieron en un accidente automovilístico después de ver a su marido golpear a Spider-Man. Esto motiva a Kingpin a tener un acelerador de partículas construido para cumplir con una versión de su familia que aún está viva.